# Chemin de Ginestous
Le chemin de Ginestous (en occitan : camin de Ginestos) est une voie de Toulouse, chef-lieu de la région Occitanie, dans le Midi de la France.

## Situation et accès

### Description
Le chemin de Ginestous est une voie publique. Il se trouve dans le quartier du même nom.
Il correspond à une partie de l'ancien chemin vicinal no 3, de Launaguet à Blagnac – c'est-à-dire de la route de Launaguet à la route de Blagnac (actuels chemin de Rispet, du Baron, de l'Église-de-Lalande, de la Glacière, de Ginestous, des Sept-Deniers et de Roques).
Entre l'impasse de Ginestous et le chemin de Chantelle, la chaussée compte une seule voie de circulation automobile à double-sens, puis, au-delà, une voie de circulation dans chaque sens. Elle appartient à une zone 30 et la vitesse y est limitée à 30 km/h. Enfin, il existe, mais entre la rue Isabelle-Eberhardt et le chemin de Fenouillet seulement, une piste cyclable à double-sens.

### Voies rencontrées
Le chemin de Ginestous rencontre les voies suivantes, dans l'ordre des numéros croissants :
1. Impasse de Ginestous (g)
2. Impasse Bellerive (g)
3. Chemin de Chantelle (d)
4. Rue Isabelle-Eberhardt (d)
5. Chemin de Fenouillet

### Transports
Le chemin de Ginestous est parcouru et desservi, entre la rue Isabelle-Eberhardt et le chemin de Fenouillet, par les deux lignes de bus 110132. Plus au sud, le long de l'avenue Salvador-Dali se trouve le terminus de la ligne de Linéo L1.
La station de vélos en libre-service VélôToulouse la plus proche est la station no 310 (3 rue Louis-Bonin).

## Odonymie
Le chemin de Ginestous a été nommé d'après l'ancien hameau de Ginestous auquel il aboutit, au carrefour du chemin de Fenouillet, mais l'origine de ce nom en est cependant peu claire. Selon le géographe Jean Coppolani, il lui vient des genêts qui poussaient sur ces terres avant qu'elles soient défrichées (ginèsta ou ginèst, « genêt » en occitan, d'où ginestós, « [lieu] couvert de genêts » en gascon). L'historien Pierre Salies, qui relève la fréquence du patronyme Ginestous dans la région toulousaine, y voit plutôt le nom d'une famille qui aurait possédé une ferme près du chemin de Fenouillet.
Au XVe siècle, le chemin de Ginestous est, avec le chemin, l'impasse et la rue de la Glacière, et le chemin de l'Église-de-Lalande, une partie du chemin de Blagnac-à-Lalande, qui relie à l'ouest le port de Blagnac, sur la rive droite de la Garonne, où un bac permet de rejoindre le village de Blagnac, au hameau de Lalande. Par la suite, le chemin est désigné comme le chemin de Blagnac-à-Launaguet, parce qu'il aboutissait aussi à la route de Launaguet, avec laquelle il ne doit pas être confondu. C'est le 12 avril 1947 qu'une commission municipale attribua au chemin de Ginestous son nom actuel.

## Histoire

### Époque contemporaine
Au XIXe siècle, le terroir de Ginestous est, comme celui de Lalande, dévolu à l'agriculture. Le long du chemin s'élèvent plusieurs fermes qui se consacrent principalement à la culture céréalière et à l'élevage extensif. La qualité argileuse du sol permet également le développement de briqueteries, comme la briqueterie Sentis.

## Patrimoine et lieux d'intérêt

### Maisons
- no  75 : ferme (deuxième moitié du XIXe siècle)[6].

- no  80 : ferme. 
La ferme, construite dans la deuxième moitié du XIXe siècle, est bâtie en assises alternées de brique et de galets. Elle est disposée parallèlement au chemin de Ginestous. Elle développe sa façade sur six travées et s'élève sur deux niveaux, séparés par un cordon mouluré[7].

- no  111 : chalet Ferrouty. 
Le chalet Ferrouty est une maison de plaisance construite en 1914 qui dépendait d'une ferme, démolie en 1995. Bâtie en brique, elle s'élève sur deux niveaux et se compose de plusieurs corps de bâtiment qui animent les façades par leurs décrochements. Celles-ci sont enduites, mais les chaînages d'angle, le cordon qui sépare les niveaux et les chambranles qui encadrent les fenêtres et la porte sont en brique[8].

- no  120 : ferme (deuxième moitié du XIXe siècle)[9].

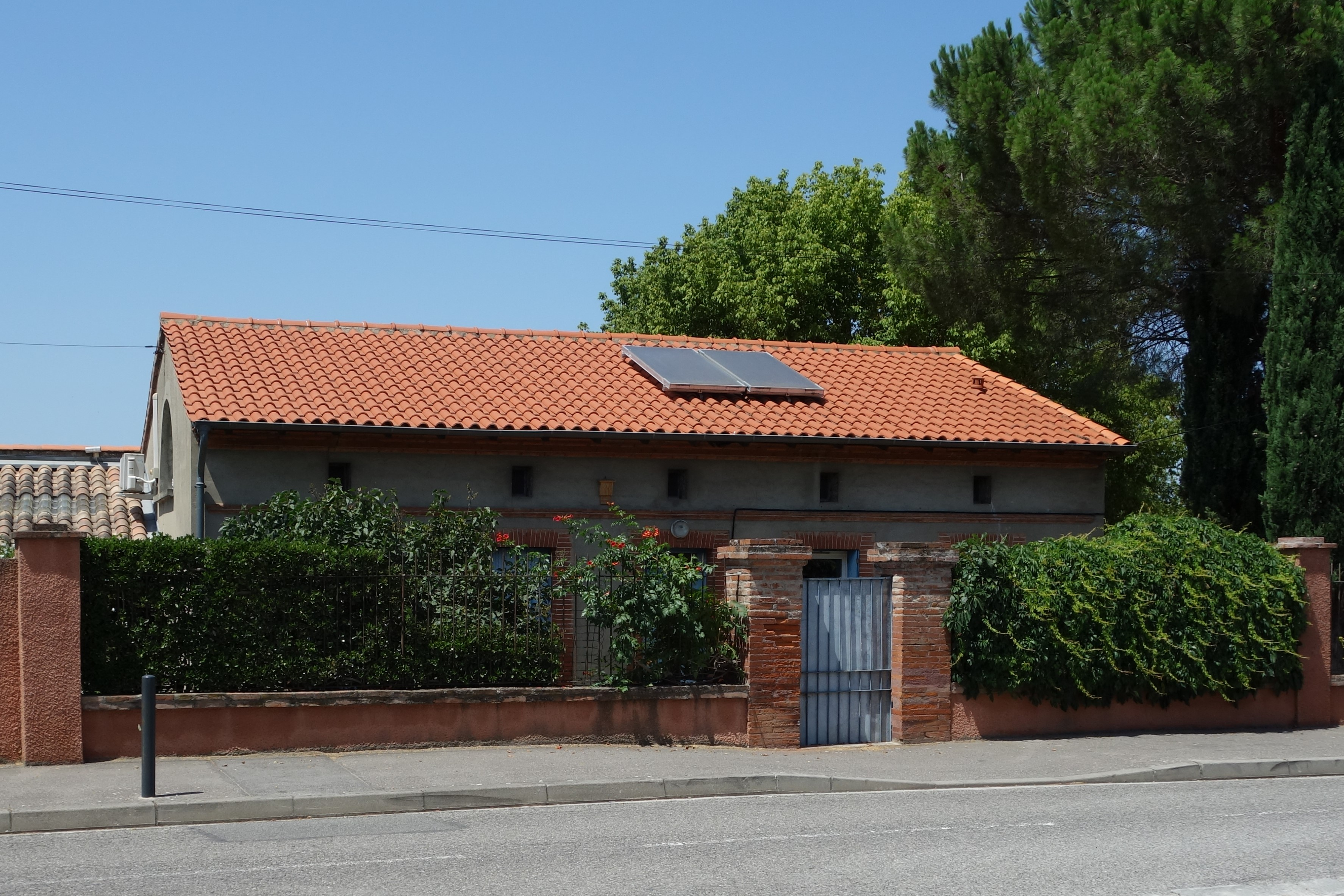
no 127 : ferme.

- no  127 : ferme. 
La ferme, construite dans la deuxième moitié du XIXe siècle, est bâtie en brique. Elle est disposée parallèlement au chemin de Ginestous, en léger retrait. Elle développe sa façade sur cinq travées et s'élève sur deux niveaux, séparés par un cordon mouluré. L'étage de comble à surcroît est percé de petites fenêtres rectangulaires. L'élévation est couronnée par une corniche moulurée. Près du bâtiment subsiste une noria bâtie en brique, qui a perdu cependant son armature métallique[10].

- no  139 : ferme (deuxième moitié du XIXe siècle).

### Espaces verts
- Grand Parc Garonne. 
En 2010, la municipalité toulousaine envisage la création d'une « grand parc Garonne » sur l'ensemble du territoire de la communauté urbaine du Grand Toulouse (actuelle métropole de Toulouse Métropole). En 2015 est inaugurée la première réalisation de ce projet, le parcours découverte Ginestous-Sesquières. Il consiste en l'aménagement de trois chemins accessibles aux piétons et aux vélos à travers les zones agricoles et naturelles de Ginestous et de Sesquières[11],[12].

- no  80 bis : jardin partagé Les Genêts de la Garonne. 
Le jardin partagé des Genêts de la Garonne, créé en 2017 par la mairie de Toulouse, est mis à disposition de l'association Les Genêts de la Garonne. Il occupe une vaste parcelle de 8 274 m2, divisée en lots de 40 à 80 m²[13],[14].

- Jardins de Chantelle. 
Les jardins de Chantelle sont gérés par l'association des jardins familiaux de la Garonne. Il compte 91 lots.

### Parc d'activités Garonne
Le parc d'activité Garonne est une zone d'activité à vocation artisanale et commerciale créé entre 2000 et 2002, géré par le service du développement économique de Toulouse Métropole. Il couvre une superficie de 101 hectares, approximativement limitée au sud par l'autoroute A621, à l'est par la rue Louis-Bonin, la rue Marie-Laurencin et le chemin de Fenouillet, et à l'ouest par le chemin de Ginestous,.